# Pandemia di COVID-19 in Nicaragua
Il primo caso della pandemia di COVID-19 in Nicaragua è stato confermato il 18 marzo 2020, si trattava di un cittadino nicaraguense tornato nel paese dal Panama.
L'approccio del governo sandinista di Ortega al controllo della pandemia ha ricevuto forti critiche, l'organizzazione Observatorio Ciudadano ha affermato che le cifre dei casi sono significativamente più alte, in particolare il numero di morti e diversi operatori sanitari sono stati licenziati senza procedura legale dopo aver esortato il governo a rispettare le misure preventive dell'OMS ed aver messo in luce la debolezza del sistema sanitario pubblico.
Il 5 maggio 2023, l'Organizzazione mondiale della sanità dichiara ufficialmente la fine della pandemia.

## Antefatti
Il 12 gennaio 2020, l'Organizzazione mondiale della sanità (OMS) ha confermato che un nuovo coronavirus era la causa di una malattia respiratoria in un gruppo di persone nella città di Wuhan, nella provincia cinese di Hubei, dato che è stato riferito all'OMS il 31 dicembre 2019.
Il tasso di mortalità per COVID-19 è stato molto più basso della SARS del 2003, ma la trasmissione è stata significativamente maggiore, portando ad un bilancio totale delle vittime più alto.

## Cronistoria
Ana Emilia Solís, rappresentante dell'Organizzazione Mondiale della Sanità in Nicaragua, ha dichiarato che da gennaio, quando il governo nicaraguense ha dichiarato l'allarme sanitario a causa della minaccia di COVID-19: "Il Nicaragua ha lavorato secondo le linee guida [dell'OMS]. Ha lavorato duramente per l'arruolamento nei servizi sanitari, rafforzando la sorveglianza epidemiologica e ha collaborato con la rete sanitaria comunitaria per identificare possibili casi che potevano verificarsi a livello comunitario".
Una delegazione della Pan American Health Organization, la sezione regionale dell'OMS ha visitato il paese nella seconda settimana di marzo per coordinare le misure di protezione contro il virus. Alexander Florencio, rappresentante della delegazione, ha dichiarato che "si stanno preparando le migliori condizioni". Florencio ha aggiunto che "le disposizioni prese [dal governo] hanno incorporato tutte le raccomandazioni PAHO".
Molti critici del governo di Daniel Ortega hanno affermato che il governo stava minimizzando la gravità del virus. Una stima indipendente del numero di morti ha valutato i decessi come superiori di 20 volte ai dati ufficiali. Prima dell'arrivo del virus in Nicaragua, è stata organizzata una grande manifestazione pubblica da parte dei sostenitori del governo, in solidarietà con le vittime del coronavirus in altri Paesi; tuttavia, l'evento è stato criticato per la mancanza di distanziamento sociale. Il gruppo dei partiti di opposizione, la Coalizione Nazionale, ha scritto una lettera di denuncia all'Organizzazione mondiale della sanità, sostenendo che la rappresentante dell'OMS Ana Emilia Solis avrebbe dovuto promuovere misure più forti per combattere il virus, nonostante i consigli di Solis fossero in linea con le linee guida dell'OMS.
Il governo si è concentrato in particolare sul programma di educazione della popolazione: operatori sanitari e volontari che hanno visitato 1,2 milioni di famiglie nell'ultima settimana di marzo e informazioni supplementari distribuite via TV e altri media. Il Nicaragua si sta preparando a produrre in serie il farmaco antivirale Interferone alfa-2b per il trattamento dei pazienti con coronavirus.
Il 18 maggio 2020, circa 700 operatori sanitari hanno firmato una lettera e l'hanno inviata al governo, esortandolo ad adottare le misure preventive suggerite dall'OMS per controllare la diffusione del COVID-19 nel Paese. Hanno sollevato preoccupazioni sulla debolezza del sistema sanitario pubblico e su come la vita delle persone fosse a rischio. In risposta alla lettera, il 6 e 9 giugno, diversi operatori sanitari sono stati licenziati dal ministero della salute nicaraguense senza alcuna procedura legale. Human Rights Watch ha esortato le autorità nicaraguensi a restituire loro il lavoro con una compensazione salariale e ad adottare le misure preventive necessarie per controllare la pandemia.

## Risposta
Il Nicaragua è stato insolito in quanto molti eventi sportivi sono continuati durante la pandemia, mentre sono stati cancellati in molti Paesi.
Il 25 aprile è stato organizzato un evento di boxe a Managua, in condizioni rigorose. Tutti gli spettatori sono stati sottoposti a controllo della temperatura all'ingresso e sono stati costretti a sedersi a tre posti a parte indossando maschere. I pugili sono stati spruzzati con disinfettante prima del combattimento.